# Línia 9 de Metrovalència
La línia 9 de Metrovalència inicia el seu recorregut a l'estació d'Alboraia-Peris Aragó i el finalitza a l'estació de Riba-roja de Túria, encara que està previst que finalitzi a Vilamarxant en una ampliació posterior. Aquesta línia ha permès als habitants de Riba-roja de Túria recuperar el tren directe a València, perdut en l'any 2005.